# 水曜プレミアムスペシャル
『水曜プレミアムスペシャル』（すいようプレミアムスペシャル）は、NHK BSプレミアムで、2013年4月から2015年3月に放送された特集番組である。

## 概要
俳優・アーティストの素顔と魅力に迫る「輝く女」シリーズ「いま裸にしたい男たち」シリーズや全国各地を舞台にした「地域発ドラマ」、さらには、先進的な演出方法やテーマに挑戦した特集番組など、様々なラインナップで送るものである。
2015年度は、水曜22時台に定時番組の「世界で一番美しい瞬間」が放送されるため、事実上土曜日19:30-23:00の「ザ・プレミアム」に統合されることになった。なお地域ドラマは引き続きこの水曜22時枠のほか、「ザ・プレミアム」を中心に放送する

## 放送時間
- 水曜日 22時-23時

## 放送内容
地域発ドラマ
- 父の花、咲く春〜岐阜・長良川幇間物語〜（2013年4月3日、NHK名古屋放送局・NHK岐阜放送局制作）
- 狸な家族（2013年6月26日、NHK徳島放送局制作）
- 恐竜せんせい（2013年9月4日、NHK福井放送局制作）
- 菜の花ラインに乗りかえて（2013年10月9日、NHK千葉放送局制作）
- 田上トパーズ!（2013年12月11日、NHK大津放送局制作）
- 私の父はチャンポンマン（2013年12月18日、NHK長崎放送局制作）
- 木曽オリオン（2014年1月22日、NHK長野放送局制作）
- ちょっとは、ダラズに。（2014年1月29日、NHK鳥取放送局制作）
- そんじょそこら商店街（2014年3月12日、NHK大分放送局制作）
- ダルマさんが笑った。（2014年3月19日、NHK高知放送局制作）
- さぬきうどん融資課（2014年5月21日、NHK高松放送局開局70周年記念）
- ライド ライド ライド（2014年9月24日、NHK宇都宮放送局開局70周年記念）